# NGC 3330
NGC 3330 is een open sterrenhoop in het sterrenbeeld Zeilen. Het hemelobject werd op 29 april 1826 ontdekt door de Schotse astronoom James Dunlop.

## Synoniemen
- OCL 806
- ESO 168-SC11